# Rejs w nieznane
Rejs w nieznane (ang. Swept Away) – brytyjsko-włoska komedia romantyczna z 2002 roku. Trzeci pełnometrażowy film Guya Ritchiego, z Madonną i Adrianem Gianninim w rolach głównych. Nowa wersja włoskiego filmu Porwani zrządzeniem losu przez wody lazurowego sierpniowego morza (1974) Liny Wertmüller. 
Obraz okazał się klapą reżysera – tak finansową jak i artystyczną, został szybko zdjęty z ekranów kin w USA i otrzymał pięć Złotych Malin.

## Fabuła
Amber Leighton mieszka w Nowym Jorku, jest żoną bogatego Anthony’ego Leightona. Jest na wakacjach z mężem i przyjaciółmi na jachcie na Morzu Śródziemnym. Na jachcie zachowuje się bardzo pewnie i arogancko, zwłaszcza w stosunku do żeglarza i rybaka Giuseppe Esposito.

## Produkcja
Zdjęcia kręcono na Malcie oraz na Sardynii (w prowincjach Sassari i Nuoro).

## Obsada
| Aktor (-ka)        | Rola              |
| ------------------ | ----------------- |
| Madonna            | Amber Leighton    |
| Adriano Giannini   | Giuseppe Esposito |
| Bruce Greenwood    | Tony Leighton     |
| Jeanne Tripplehorn | Marina            |
| Elizabeth Banks    | Debi              |
| Michael Beattie    | Todd              |
| David Thornton     | Michael           |